# 聚興
聚興，是臺灣臺中市潭子區的一個傳統地域名稱，也是全區行政中心所在地，位於該區東部。相較於今日行政區，其範圍大致包括新田里、聚興里。

## 歷史
台灣清治末期至日治初期，聚興地區為一街庄，稱為「聚興庄」，隸屬於捒東上堡。該庄北與鐮仔坑口庄為鄰，東北與下南坑庄為鄰，東與大坑庄為鄰，南邊為軍功藔庄、西邊隔旱溪與舊社庄、瓦磘仔庄、潭仔墘庄、茄荎角庄為界。
1901年（日治明治三十四年）11月，全台廢縣廳改設二十廳，該庄隸屬於臺中廳。1903年（明治三十六年）6月，該庄編入「潭仔墘區」，仍隸屬於臺中廳。1909年（明治四十二年）10月，合併二十廳為十二廳，潭仔墘區隸屬不變。1920年（大正九年），全台地方制度大改正，廢十二廳改設五州二廳，該庄改制為「聚興」大字，隸屬於臺中州豐原郡潭子庄。
戰後潭子庄改制為潭子鄉，隸屬於臺中縣，大字亦改制為村。1950年10月，中、彰、投分治，潭子鄉仍隸屬臺中縣。2010年12月，臺中縣市合併為直轄臺中市，潭子鄉改制為潭子區，村亦改制為里。

## 聚落
本地區發展較早的聚落為新田，在日治期初期的官方地圖上已有記載。此外，本地區尚有刀石坑口、上新田、新西湖、湳底、龍虎斗、烏鴉埔、虎尾寮、下新田、聚興、大坪、豐興國宅、興豐山莊、龍興山莊、上林社區、大豐社區、日月山莊等聚落。

## 交通
省道台74線原稱「中彰快速道路」，現稱「快官霧峰線」，是彰化縣快官繞行臺中市區外圍至霧峰的快速道路，大致以西向東轉西北—東南走向再轉北向南蜿蜒經過本地區西南部。由該道路向西可前往北屯西北部、西屯、南屯、烏日等地，向南可前往北屯中部、太平、大里、霧峰等地。
區道中86線（仁愛路二段～一段）是大雅至新田的道路，其東側端點位於聚興地區西北部區道中89線路口。由此向西過旱溪橋出境後可前往茄荎角、潭子、潭子與甘蔗崙交界地帶、東員寶、西員寶、馬岡厝、大田心、四塊厝、大雅並止於省道台1乙線路口。
區道中86-1線（光陽路、潭興路二段）是潭子至湳底的道路，其西側端點位於本地區西南部區道中86線路口。由此向東南東轉南偏西可前往潭子，再轉東南再轉東南東蜿蜒而行可前往聚興地區東部並止於潭子區、北屯區交界處。
區道中89線（豐興路二段～一段）是豐原至聚興的道路，其南側端點位於本地區南部西側潭子區、北屯區交界處。由此向北北東轉北蜿蜒而行，經區道中86-1線路口、區道中86線終點路口後出境，可前往鐮子坑口、烏牛欄地區北部偏東並止於省道台3線路口。

## 學校
- 臺中市私立常春藤高級中學
- 臺中市潭子區新興國民小學
- 臺中市私立華盛頓雙語國民小學